# Salting out
Il salting out è una procedura che consente la separazione di una fase organica da una fase acquosa per addizione di un opportuno sale. Ad esempio una soluzione di acqua e etanolo può essere separata attraverso l'aggiunta di un'adeguata quantità di carbonato di potassio poiché le interazioni ione-dipolo che si instaurano tra le molecole di acqua e gli ioni prodotti dal sale sono più forti dei legami ad idrogeno che tengono unite le molecole di acqua con quelle di etanolo. Per questo motivo le molecole di acqua sono principalmente impegnate a idratare gli ioni del sale, facendo separare le molecole di etanolo che ritornano a costituire una fase liquida distinta dalla fase acquosa. Questo fenomeno è possibile vederlo attraverso l'aggiunta di un colorante come il blu di metilene che si andrà a ripartire selettivamente nella fase etanolica, che si troverà sopra a quella acquosa, incolore. Questo metodo aiuta anche a prevenire la denaturazione delle proteine in campioni eccessivamente diluiti e può essere utilizzato per concentrare le soluzioni. La concentrazione di sale necessaria per far precipitare le proteine dalla soluzione differisce a seconda della proteina. Per rimuovere l'eccesso di sale viene usata la dialisi.

## Principio
I gruppi idrofobici presenti su una proteina, a contatto con un solvente acquoso, sono inglobati dalle molecole d'acqua in strutture dette clatrati, in cui le molecole d'acqua formano un reticolo che blocca l'interazione di questi gruppi con il solvente. Aumentando la concentrazione salina, tutte le molecole d'acqua sono impegnate a solvatare il sale, e perciò vengono utilizzate anche quelle che formano i clatrati; questo porta alla aggregazione di tutti i gruppi idrofobici in soluzione determinando la precipitazione della proteina.

## Applicazione
Dal momento che le proteine hanno diversa composizione in aminoacidi, le diverse molecole proteiche precipitano a diverse concentrazioni di soluzione salina. Le proteine indesiderate possono essere rimosse da una soluzione proteica mediante salting out se si conosce la loro solubilità a diverse concentrazioni di sale. Dopo aver rimosso il precipitato mediante filtrazione o centrifugazione si può separare la proteina desiderata facendola precipitare a sua volta, alterando la concentrazione di sale fino a farla diventare insolubile. Uno svantaggio di questa tecnica di purificazione delle proteine è che, oltre a far precipitare la specifica proteina di interesse, vengono precipitati anche eventuali impurità e contaminanti. Pertanto, per ottenere un maggior grado di purezza, può essere necessario affiancare il metodo con tecniche di purificazione aggiuntive come la cromatografia a scambio ionico.